# Matriz de Hankel
En el álgebra lineal, una matriz de Hankel, denominada así en honor a Hermann Hankel, es una matriz cuadrada con todas sus diagonales de derecha a izquierda paralelas numéricamente. 
Una matriz de Hankel presenta la siguiente estructura:
{\displaystyle H={\begin{pmatrix}a&b&c&d&e\\b&c&d&e&f\\c&d&e&f&g\\d&e&f&g&h\\e&f&g&h&i\\\end{pmatrix}}}
En términos matemáticos:
{\displaystyle \forall \quad a_{i,j}\in H{\text{ siempre que }}i-1{\text{ y }}j+1{\text{ estén en conjunto de indices, }}\to a_{i,j}=a_{i-1,j+1}}
La matriz de Hankel está íntimamente ligada a la matriz de Toeplitz ya que la matriz de Hankel es una matriz de Toeplitz dada la vuelta.
Un operador de Hankel en un espacio de Hilbert es aquel cuya matriz respecto a una base ortonormal es una matriz de Hankel infinita.
- Datos: Q1575637